# The Three Stooges (film)
The Three Stooges is een Amerikaanse komediefilm uit 2012 geregisseerd door de Gebroeders Farrelly. De film is een remake van de Three Stooges-films uit de jaren 30 en 40 van de twintigste eeuw.

## Rolverdeling
- Sean Hayes - Larry
- Will Sasso - Curly
- Chris Diamantopoulos - Moe
- Jane Lynch - Mother Superior
- Kirby Heyborne - Theodore J. "Teddy" Harter
- Stephen Collins - Mr. Harter
- Sofía Vergara - Lydia Harter
- Craig Bierko - Mac Mioski
- Larry David - Sister Mary-Mengele
- Jennifer Hudson - Sister Rosemary
- Brian Doyle-Murray - Monsignor Ratliffe
- Lin Shaye - Nursery Nurse
- Carly Craig - Mrs. Harter
- Kate Upton - Sister Bernice